# Tupinambis rufescens
Thằn lằn tegu đỏ Argentina (tên khoa học Tupinambis rufescens), thường được gọi là chỉ đơn giản là Tegu đỏ, là một trong những loài thằn lằn Tegu (Tupinambis) lớn nhất. Như tên gọi của nó, Thằn lằn tegu đỏ Argentina được tìm thấy ở miền tây Argentina và Paraguay.

## Xuất hiện

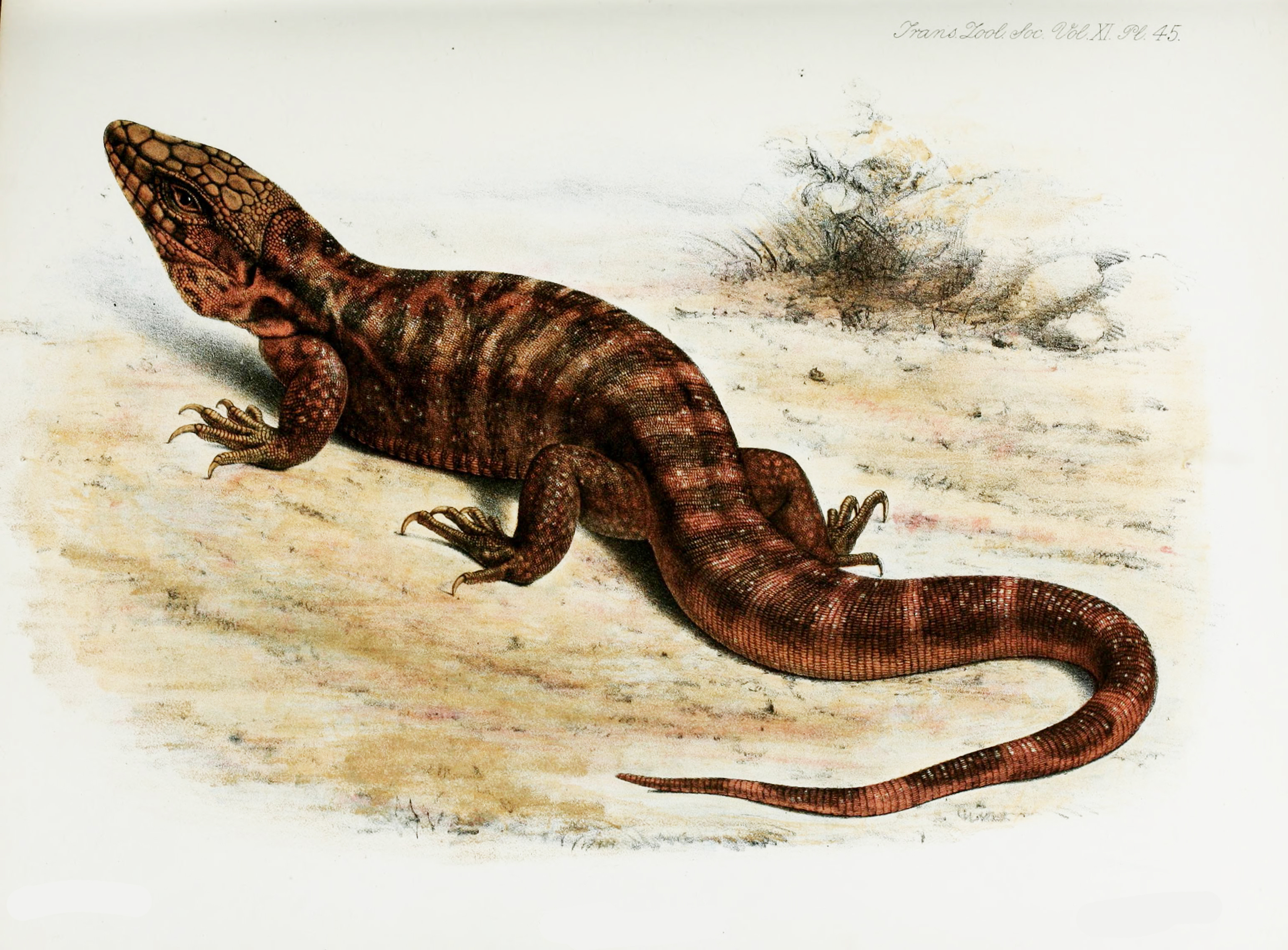

Khi còn non, hầu hết thằn lằn tegu đỏ có ít màu đỏ. Chúng có màu xanh hơi nâu với những đen ngang và một vài sọc trắng đứt theo chiều dài của chúng. Chúng phát triển màu đỏ khi họ trưởng thành, con đực thường sáng hơn so với con cái. Con cái trưởng thành có thể dài 105 cm (3.5 ft). Con đực lớn hơn, đạt đến 140 cm (4,5 ft).